# Comic Sans
Comic Sans — це сімейство рублених шрифтів, створені Вінсентом Коннаре. Вигляд був створений на основі летерінгу дитячих коміксів. Задумувався для неформальних документів та дитячої літератури. Випущений у 1994 році, Comic Sans підтримується ОС Windows, починаючи з версії Windows 95. Microsoft описував його як «звичайний але впізнаваний вигляд, що виявився надзвичайно популярним у широкого кола людей».
Часте використання, зазвичай недоречне, створило шрифту славу несмаку.

## Історія
Дизайнер Microsoft Вінсент Коннаре розпочав роботу над Comic Sans у жовтні 1994 року після того, як вже створив орієнтовані на дітей шрифти для різних програм. Побачивши бета-версію Microsoft Bob (провалений проект, що був орієнтований на недосвідчених користувачів комп'ютера), яка використовувала Times New Roman у слові повітряних кульок мультиплікаційних персонажів, він відчув, що шрифт надає програмному забезпеченню надто формальний вигляд. Щоб зробити Microsoft Bob доступнішим для своєї аудиторії, він вирішив створити нову гарнітуру, засновану на стилі написання коміксів, які він мав у своєму кабінеті, зокрема «Темний лицар повертається» та «Сторожі» . 
Завершилось створення шрифта запізно, щоб включити його до Microsoft Bob, тож він потрапив до Microsoft 3D Movie Maker. Пізніше шрифт був включений у стандартний пакунок Windows 95.